# Aufstand vom 17. Juni 1953
Als Aufstand vom 17. Juni 1953 (auch Volks- oder Arbeiteraufstand) werden die Vorkommnisse in der DDR bezeichnet, in deren Verlauf es in den Tagen um den 17. Juni 1953 zu einer Welle von Streiks, Massen-Demonstrationen und politischen Protesten kam. Ausgelöst durch verschiedene Ursachen, vornehmlich der für viele Bürger zum Teil brutal und rücksichtslos geführte Aufbau des Sozialismus sowie repressive Maßnahmen des SED-Regimes, erstreckte sich der anti-stalinistische Aufstand über weite Teile des noch jungen Staates. In einem Flächenbrand wurden politische, wirtschaftliche und gesellschaftliche Forderungen gestellt, darunter Rücktritt der Regierung, Freie Wahlen und Freilassung aller politischen Gefangenen.
Insgesamt beteiligten sich mehr als eine Million Menschen an dem Aufstand, der für den Historiker Hubertus Knabe „in die Reihe der großen revolutionären Erhebungen in Deutschland“ gehört. In über 700 Städten der DDR kam es zu Streiks, Demonstrationen und zum Teil blutigen Auseinandersetzungen mit den Sicherheitskräften. An seinem Höhepunkt am 17. Juni wurden alle Großstädte, die meisten Bezirkshauptstädte und weite Teile der kleineren Städte und Ortschaften erfasst. In Ost-Berlin, Merseburg und Halle (Saale) fanden die zahlenmäßig größten Proteste und Unruhen statt. Im Bezirk Halle und den Industriestädten um Leuna und Wolfen streikten und demonstrierten mehr als 100.000 Menschen. Die Demonstranten kamen aus allen sozialen Schichten und Altersgruppen. Teilweise wirkten die Menschen „beschwingt, als gingen sie auf ein Freudenfest“. In den Bezirken Halle, Dresden und Magdeburg erfolgten große, erfolgreiche Gefangenenbefreiungen aus DDR-Gefängnissen.
Die sowjetische Besatzungsmacht beendete den Aufstand gewaltsam durch Truppen der Sowjetarmee unter Beteiligung von Polizeikräften des DDR-Regimes. Die Niederschlagung war „einer der größten Militäreinsätze in der europäischen Nachkriegsgeschichte“. Über 50 Aufständische wurden von sowjetischen Soldaten bzw. den DDR-Sicherheitsorganen getötet oder von der sowjetischen bzw. der DDR-Justiz zum Tode verurteilt. Außerdem wurden mindestens fünf Angehörige der DDR-Sicherheitsorgane getötet. Das SED-Regime inhaftierte in der Folge mehr als 15.000 Bürger und verurteilte Tausende von unschuldigen DDR-Bürgern zum Teil zu mehrjährigen Haftstrafen. Als Reaktion auf den Aufstand erfolgte zudem der massive Aufbau der DDR-Staatssicherheit.
Der Aufstand des 17. Juni wirkte auch als politisches Signal auf die Bevölkerung in den Ostblockstaaten.
Der 17. Juni war von 1954 bis zur deutschen Wiedervereinigung 1990 als „Tag der deutschen Einheit“ der Nationalfeiertag der Bundesrepublik Deutschland; er ist weiterhin Gedenktag.

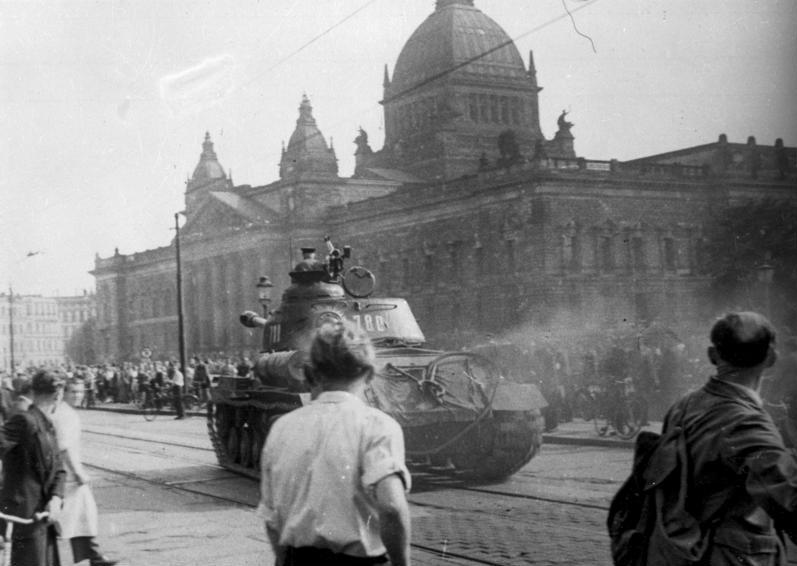
Sowjetischer IS-2-Panzer in Leipzig am 17. Juni 1953

## Hintergrund

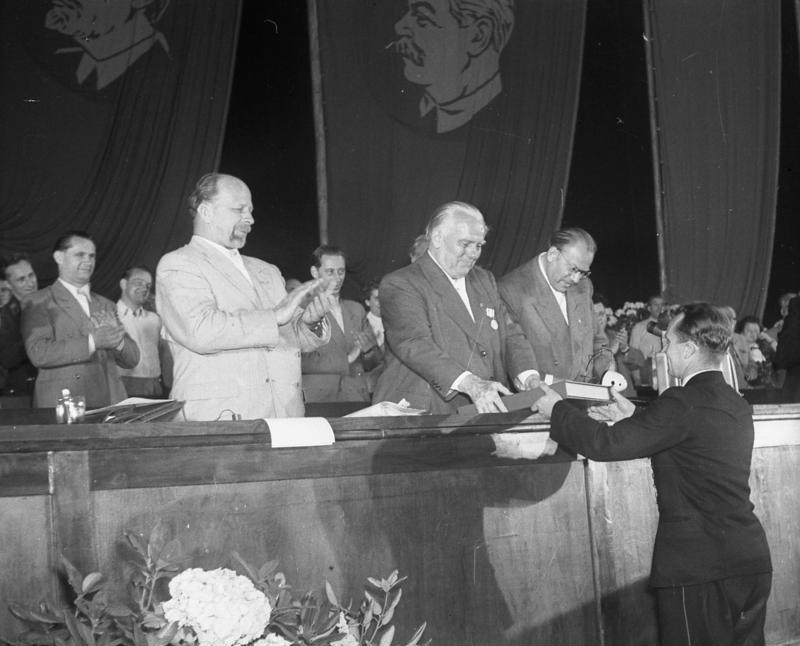
Zweiter Tag der Parteikonferenz der SED, 10. Juli 1952 (v. l. n. r.: Walter Ulbricht, Wilhelm Pieck, Otto Grotewohl, Bergarbeiter der Großkokerei Lauchhammer)

Vom 9. bis 12. Juli 1952 fand in der Werner-Seelenbinder-Halle in Ost-Berlin die 2. Parteikonferenz der Sozialistischen Einheitspartei Deutschlands (SED) statt. Unter der von Walter Ulbricht geprägten Formulierung des „planmäßigen Aufbaus des Sozialismus“ fand eine „Sowjetisierung“ der Gesellschaft und eine Stärkung der Staatsmacht nach sowjetischem Vorbild statt. Die fünf Länder wurden neu in 14 Bezirke eingeteilt, wobei Ost-Berlin als 15. Verwaltungseinheit mit einbezogen wurde. Die im Aufbau befindliche Kasernierte Volkspolizei (KVP) sollte zu „nationalen Streitkräften“ werden, zu einer „Volksarmee“. Die verbliebene Mittelschicht der DDR wurde stärker drangsaliert, insbesondere Bauern und kleine Handels- und Gewerbebetriebe sollten durch erhöhte Abgaben zur Aufgabe ihrer Selbstständigkeit gezwungen werden. Sie wurden zudem für die wirtschaftlichen Probleme verantwortlich gemacht.
Die Lage des Staatshaushaltes war im Frühjahr 1953 sehr angespannt: Ausgaben von 1,1 Milliarden Mark waren nicht durch Einnahmen gedeckt. Der Aufbau der KVP hatte die Militärausgaben der DDR im Jahr 1952 auf 3,3 Milliarden Mark (8,4 % des Etats) anwachsen lassen. Durch die Ausgaben für Aufrüstung, Besatzungskosten und Reparationsleistungen (einschließlich der Kosten für die SAGs) war ein großer Teil des Staatshaushaltes gebunden. Aufrüstungs- und Kriegsfolgekosten für die DDR beliefen sich 1952 auf 22 % und 1953 auf über 18 % des gesamten Staatshaushalts.
Die Wirtschaftspolitik der SED hatte die Investitionen vorwiegend in die Schwerindustrie gelenkt, die in der DDR bislang keine Basis hatte. Damit fehlten dringend benötigte Mittel für die Lebensmittel- und Konsumgüterindustrie, und die Versorgung der Bevölkerung war beeinträchtigt. Bei Einbruch der Dunkelheit gab es Stromabschaltungen, um in Spitzenzeiten den Bedarf der Industrie zu decken. Die schwache Wirtschaftsentwicklung der verstaatlichten Volkswirtschaft – immerhin wurden zwei Drittel der Industrieproduktion von staatlichen Betrieben erwirtschaftet – hatte Anfang der 1950er Jahre zu einem enormen Kaufkraftüberhang in der DDR geführt. Fehlentwicklungen der Planwirtschaft sollten durch höhere Steuern und Abgaben, Gehalts- und Prämienkürzungen und später durch einen „Neuen Kurs“ korrigiert werden.
Im Zusammenhang mit der beschriebenen Wirtschaftspolitik stand auch die fast vollständige Beseitigung privater Urlaubsorganisation bzw. privater Ferienvermietung zugunsten des Feriendienstes des FDGB (Februar 1953: „Aktion Rose“).
Im Frühjahr 1953 war die Existenz der jungen DDR in der Tat durch eine ernste Ernährungskrise bedroht. Enteignungen und die Bodenreform hatten bereits ab 1945 zum Verlassen von Höfen geführt. Die Parzellierung nach der Bodenreform und vor allem der Mangel an landwirtschaftlichen Geräten vieler Neubauern machten ein wirtschaftliches Arbeiten kaum möglich. Die Kollektivierungspolitik der SED Anfang der 1950er Jahre sollte zu einer effizienteren Bewirtschaftung und steigenden Erträgen führen. Das eigentliche Ziel der Kollektivierung war aber die Auflösung des selbstständigen Bauernstandes und hier besonders die Zerschlagung der rentableren Großbetriebe. Die Abgabenerhöhungen für Bauern und ihr Ausschluss – sowie der von Handwerkern, Selbständigen und Einzelhändlern – vom Bezugsscheinsystem für Lebensmittel, Bekleidung und Hausbrand sorgte für weiteren Unmut. Im Herbst 1952 wurden zudem sehr unterdurchschnittliche Ernten eingefahren. Den DDR-Bürgern stand nur die halbe Menge an Fleisch und Fett der Vorkriegszeit zur Verfügung. Selbst Gemüse und Obst wurden nicht ausreichend produziert. Vor den Geschäften entstanden lange Schlangen. In den Geschäften der staatlichen Handelsorganisation (HO), in denen ohne Bezugsschein eingekauft werden konnte, lagen die Preise deutlich über dem Niveau der Bundesrepublik, so kostete beispielsweise eine Tafel Schokolade im Westen 50 Pfennig, im Osten acht Mark. Das Wohlstandsgefälle zu Westdeutschland vergrößerte sich durch die Mängel der Zentralverwaltungswirtschaft. Da die DDR die Hilfe des Marshallplans nicht hatte annehmen dürfen sowie höhere Reparationen leisten musste, befand sie sich in einer wirtschaftlich schlechteren Ausgangsposition. Auch die Unterstützung der Sowjetunion zur Stabilisierung der DDR reichte nicht aus, die Folgen von Reparationen und Planwirtschaft zu kompensieren.
Das dramatische Anwachsen der ohnehin seit DDR-Staatsgründung konstant großen Abwanderungsbewegung („Abstimmung mit den Füßen“) im ersten Halbjahr 1953 stellte ein ökonomisches wie auch ein soziales Problem dar. Ein weiterer Faktor, der zu einer Belastung der politischen Lage führte, war die hohe Zahl von Strafgefangenen in der DDR: Bereits im Frühjahr waren die Gefängnisse der DDR gefüllt mit zu Unrecht inhaftierten Häftlingen. Dies ist der Grund, dass zahlreiche Haftanstalten in der DDR am 17. Juni von Demonstranten belagert wurden.
Eine große Rolle spielte die Repression gegen die als zentrale Jugendorganisation der Evangelischen Kirche bezeichnete und bekämpfte „illegale Organisation Junge Gemeinde“. Zahlreiche Studentenpfarrer und Jugendwarte saßen in Haft (Johannes Hamel, Fritz Hoffman, Gerhard Potrafke). Kirchliche Freizeitheime wurden geschlossen und von der Freien Deutschen Jugend (FDJ) übernommen (Schloss Mansfeld, Huberhaus Wernigerode). Oberschüler, die sich zur Kirche bekannten, wurden häufig von der Schule verwiesen, mitunter kurz vor dem Abitur. An den Universitäten wurden die Evangelischen Studentengemeinden (ESG) diffamiert und zahlreiche ihrer Mitglieder exmatrikuliert.
Mehrere repressive Maßnahmen des SED-Regimes führten bereits im Mai und Anfang Juni 1953 zu Streiks in zahlreichen Betrieben der DDR.

### Normenerhöhung
Vor diesem krisenhaften gesamtstaatlichen Hintergrund wurde die Erhöhung der Arbeitsnormen (also die für den Lohn zu erbringende Arbeitsleistung) als Provokation und absehbare Verschlechterung der Lebensbedingungen der Arbeiterschaft empfunden. Mit der Erhöhung der Arbeitsnormen um zehn Prozent bis zum 30. Juni, dem 60. Geburtstag Walter Ulbrichts, wollte das ZK den wirtschaftlichen Schwierigkeiten begegnen. Als Empfehlung herausgegeben, handelte es sich aber faktisch um eine Anweisung, die in allen Volkseigenen Betrieben durchgeführt werden sollte und letztlich auf eine Lohnsenkung hinausgelaufen wäre. Die Normerhöhung hatte das Zentralkomitee der SED am 13. und 14. Mai 1953 beschlossen und der Ministerrat am 28. Mai bestätigt.

### Neuer Kurs
Währenddessen hatte sich die Führung der Sowjetunion ihre eigenen Gedanken zur Lage in der DDR gemacht und konzipierte Ende Mai die Maßnahmen zur Gesundung der politischen Lage in der DDR, die einer nach Moskau bestellten SED-Delegation am 2. Juni 1953 mitgeteilt wurden. Bitten von SED-Politikern um einen vorsichtigeren und langsameren Kurswechsel wurden etwa vom neuen Hohen Kommissar Wladimir Semjonow – dem ranghöchsten sowjetischen Vertreter in der DDR, der der DDR-Führung faktisch übergeordnet war – mit dem Satz „In 14 Tagen werden Sie vielleicht schon keinen Staat mehr haben“ abgelehnt.
Am 11. Juni wurde der „Neue Kurs“ des Politbüros schließlich im SED-Zentralorgan Neues Deutschland verkündet: Darin war durchaus Selbstkritik enthalten. Einige Maßnahmen zum Aufbau des Sozialismus wurden zurückgenommen. So sollten Steuer- und Preiserhöhungen aufgehoben werden. Handwerker, Einzelhändler und private Industriebetriebe konnten die Rückgabe ihrer Geschäfte und Betriebe beantragen. Mittelbauern bekamen ihre zuvor konfiszierten Landmaschinen zurück. Alle Verhaftungen und Urteile sollten überprüft werden. Abschaltungen des elektrischen Stromes erfolgten nicht mehr.
Der Kampf gegen die Junge Gemeinde wurde eingestellt. Pastoren und kirchliche Mitarbeiter wurden aus der Haft entlassen, konfiszierte Gebäude zurückgegeben. Wegen ihres kirchlichen Bekenntnisses von der Oberschule verwiesene Schüler mussten wieder aufgenommen und zum Abitur zugelassen werden. Zu dem kurz danach in Hamburg stattfindenden 5. Deutschen Evangelischen Kirchentag wurden großzügig Interzonenpässe vergeben und sogar Sonderzüge eingesetzt.
Vor allem die verbliebenen bürgerlichen Mittelschichten sowie die Bauern würden vom „Neuen Kurs“ profitieren. Die Arbeitsnormenerhöhung blieb bestehen, was zu ersten Unmutsäußerungen bei den Arbeitern führte. Der Bevölkerung in den Dörfern wurde mitgeteilt, dass enteignete Bauern ihr Land zurückbekämen, Inhaftierte aus den Gefängnissen entlassen würden und DDR-Flüchtlinge straffrei zurückkehren könnten. Des Weiteren sollte die einseitige Förderung der Landwirtschaftlichen Produktionsgenossenschaften beendet werden und unrentable LPGs sollten wieder aufgelöst werden. Die Bevölkerung verstand diesen Kurswechsel als Eingeständnis der Unfähigkeit der Regierung.
Am 14. Juni erschien im Neuen Deutschland der Artikel Es ist Zeit, den Holzhammer beiseite zu legen, der die Durchsetzung der Normenerhöhung anhand einer Reportage über das Baugewerbe kritisch beleuchtete, ohne sie dabei allerdings generell in Frage zu stellen. Dieser Artikel, besonders auch der letztgenannte Umstand, wurde sehr stark beachtet und wirkte in Verbindung mit einem zwei Tage später in der Gewerkschaftszeitung Tribüne erschienenen Artikel, der die zehnprozentige Normenerhöhung als „in vollem Umfang richtig“ rechtfertigte, als Auslöser von Protesten.

## Verlauf

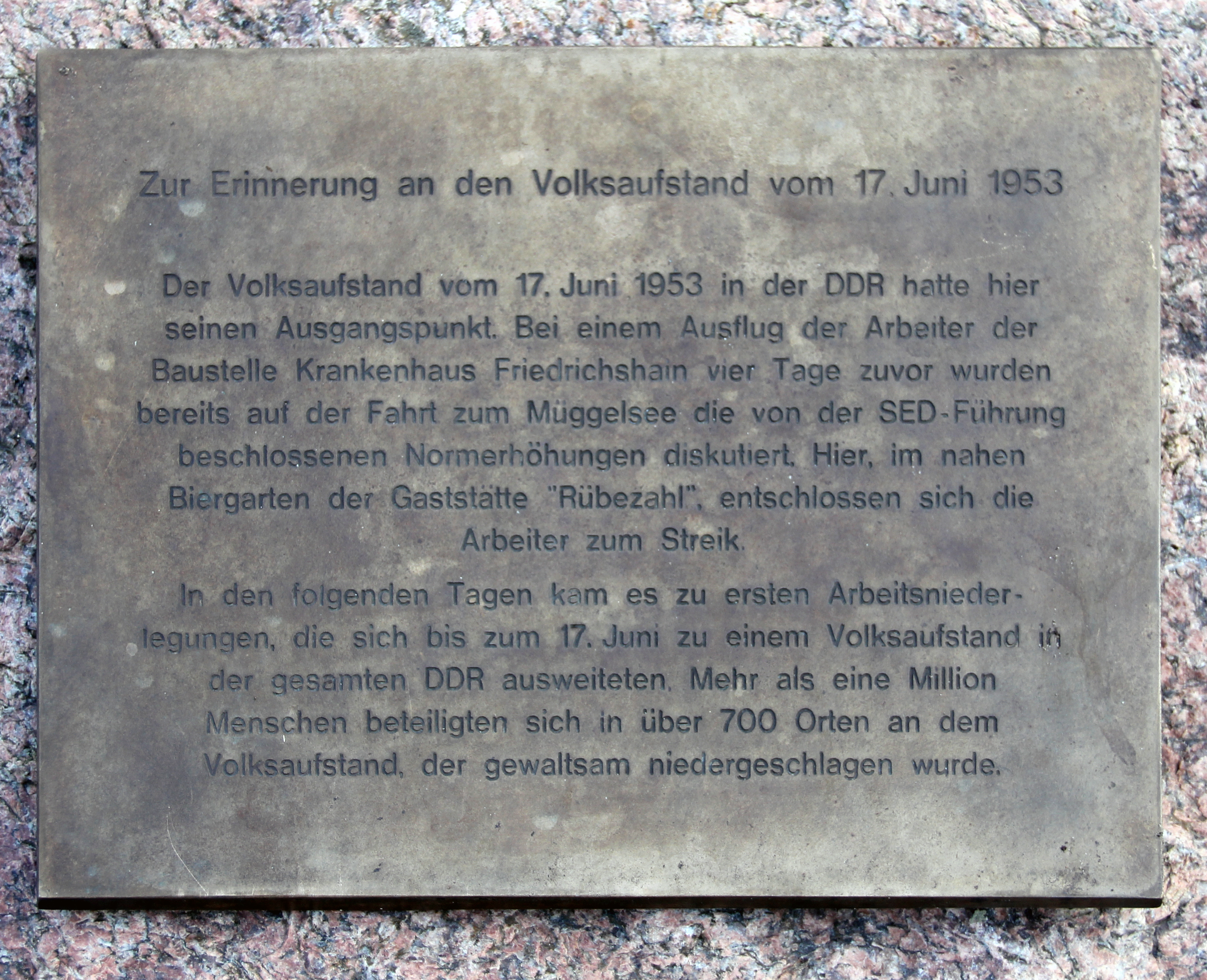
Gedenktafel, Müggelheimer Damm 143, in Berlin-Köpenick

### Ab Freitag, 12. Juni 1953
Vor den Unruhen in den Städten kam es schon ab dem 12. Juni in vielen Dörfern zu Widerstandsaktionen. In mehr als 300 Gemeinden mit weniger als 2000 Einwohnern kam es zu spontanen Protesten, bei denen beispielsweise Fahnen verbrannt und die Bürgermeister und andere SED-Funktionäre abgesetzt, verprügelt und in Einzelfällen auch in Jauchegruben geworfen wurden. Bauern organisierten auch Proteste in verschiedenen Kreisstädten wie Jessen und Mühlhausen und nahmen an den Demonstrationen in den Zentren unter anderem auch in Berlin teil. Das Ministerium für Staatssicherheit notierte später, dass „der faschistische Putschversuch am 17. Juni 1953 gezeigt [hat], dass der Klassengegner seine Kräfte auf das Land konzentriert“.

### Dienstag, 16. Juni 1953

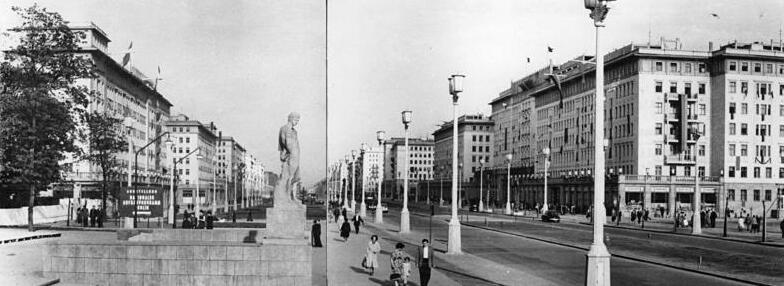
Die Stalinallee im Mai 1953

Am Dienstag, dem 16. Juni, kam es an zwei Berliner Großbaustellen, dem Block 40 in der Stalinallee und dem Krankenhausneubau in Friedrichshain, zu den ersten Arbeitsniederlegungen, die in den Vortagen informell abgesprochen worden waren. Von beiden Baustellen aus formierte sich ein zunächst kleiner Protestzug, der sich auf dem Weg zum Haus der Gewerkschaften des Freien Deutschen Gewerkschaftsbundes (FDGB) und weiter zum Regierungssitz in der Leipziger Straße schnell – vor allem um weitere Bauarbeiter – vergrößerte.
Nachdem die Gewerkschaftsführer sich geweigert hatten, die Arbeiter anzuhören, wurde dem Demonstrationszug vor dem Regierungsgebäude die vom Politbüro am Mittag beschlossene Rücknahme der Normenerhöhung mitgeteilt. Inzwischen bewegten sich die Forderungen der Menge allerdings über diesen konkreten Anlass zum Protest weit hinaus.
In einer zunehmenden Politisierung der Losungen wurden unter anderem der Rücktritt der Regierung und freie Wahlen gefordert. Anschließend zog die Menge in einem ständig anwachsenden Demonstrationszug durch die Innenstadt zurück zu den Baustellen der Stalinallee, wobei unterwegs durch Sprechchöre und über einen erbeuteten Lautsprecherwagen der Generalstreik ausgerufen und die Bevölkerung für den folgenden Tag um 7 Uhr am Strausberger Platz zu einer Protestversammlung aufgerufen wurde.
Bereits am Abend des 15. Juni hatte der RIAS detailliert über Streiks in der Ost-Berliner Stalinallee berichtet. Seit dem Mittag des 16. Juni berichtete er ausführlich über die Streiks und Proteste. Vertreter der Streikbewegung gingen zum Sender und sprachen direkt mit dem damaligen Chefredakteur Egon Bahr, um den Generalstreik über das Radio auszurufen. Der Sender RIAS verwehrte allerdings den Streikenden diese Möglichkeit. Am 17. Juni rief dann der Berliner DGB-Vorsitzende Ernst Scharnowski über den RIAS erstmals dazu auf, die Ostdeutschen sollten ihre „Strausberger Plätze überall“ aufsuchen. Trotz einer relativ zurückhaltenden Darstellung der Ereignisse im Radio kann man davon ausgehen, dass die Berichte entscheidend dazu beigetragen haben, dass sich die Kunde von den Protesten in der Hauptstadt äußerst schnell in der ganzen DDR ausbreitete.

### Mittwoch, 17. Juni 1953

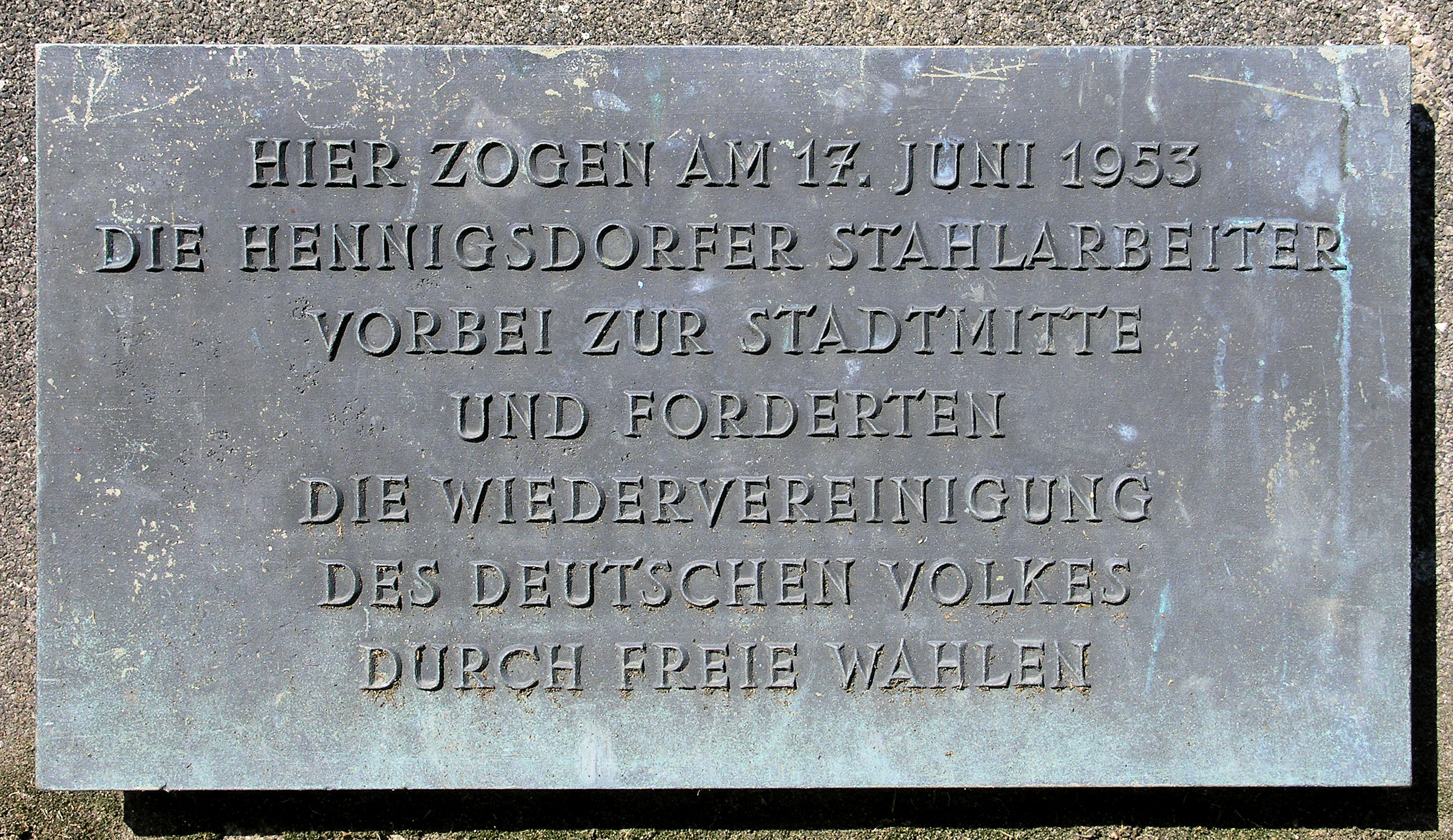
Gedenktafel für die Hennigsdorfer Stahlarbeiter an der Berliner Straße 71, in Berlin-Tegel

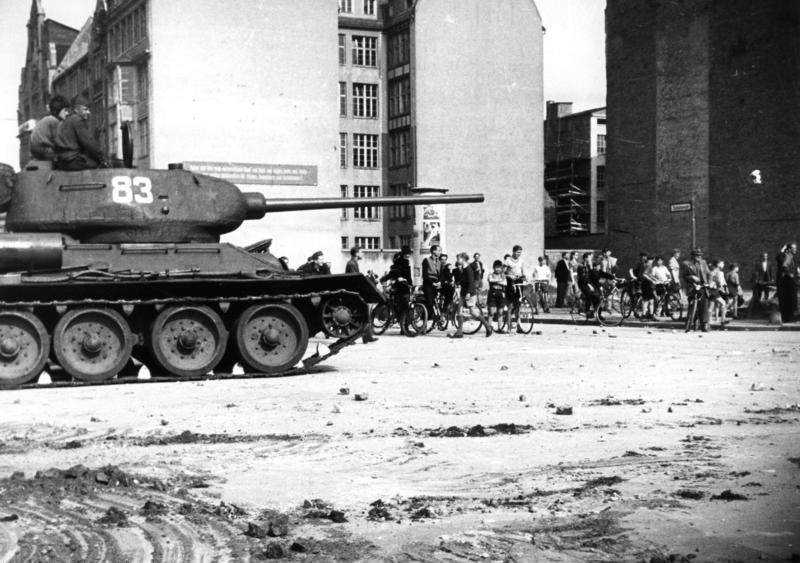
Sowjetischer T-34/85-Panzer in der Schützenstraße in Berlin

Am Morgen des 17. Juni brach im gesamten Gebiet der DDR etwas aus, was später als Aufstand des 17. Juni in die Geschichtsbücher eingehen sollte. Die Belegschaften vor allem großer Betriebe traten mit Beginn der Frühschicht in den Streik und formierten sich zu Demonstrationszügen, die sich in die Zentren der größeren Städte richteten. In den Tagen des Aufstandes war den westlichen Medien und wahrscheinlich auch den meisten Protestierenden die nationale Dimension der Proteste noch nicht bewusst. Der RIAS etwa berichtete fast ausschließlich aus Berlin. Tatsächlich kam es neueren Forschungen zufolge in weit über 500 Orten in der DDR zu Streiks, Kundgebungen oder Gewalttätigkeiten gegen offizielle Personen oder Einrichtungen.
Die Aufständischen besetzten 11 Kreisratsgebäude, 14 Bürgermeistereien, 7 Kreisleitungen und eine Bezirksleitung der SED. Weiterhin wurden neun Gefängnisse und zwei Dienstgebäude des Ministeriums für Staatssicherheit (MfS) sowie acht Polizeireviere, vier Volkspolizei-Kreisämter (VPKA) und eine Dienststelle der Bezirksbehörde der Deutschen Volkspolizei (BDVP) erstürmt. Mehr als doppelt so viele Einrichtungen wurden bedrängt, die Besetzung gelang jedoch nicht.
Schwerpunkte lagen in Berlin und den traditionellen Industrieregionen, etwa dem „Chemiedreieck“ um Halle, aber auch in den Bezirkshauptstädten Magdeburg, Leipzig und Dresden. Die Zahl der am Protest Beteiligten lässt sich nicht genau bestimmen, Angaben schwanken zwischen 400.000 und 1,5 Millionen Menschen. Die vielfältigen Proteste fanden durchgehend sehr spontan statt, es gab praktisch weder eine über den Tag hinausgehende Zielplanung noch echte Führungskräfte, die den Aufstand überregional dirigiert hätten. Neben Arbeitsniederlegungen und Demonstrationen kam es an mehreren Orten auch zu Erstürmungen von Haftanstalten und Befreiung von Häftlingen. In Gera kam es zur Stürmung der Stasiuntersuchungshaftanstalt Amthordurchgang, wobei Inhaftierte freigelassen wurden. Ungefähr 20.000 Menschen demonstrierten im Zentrum der Stadt mit Unterstützung von Bergleuten aus den Wismut-Revieren. In Berlin kam es zu Brandstiftungen, am spektakulärsten waren dabei die Brände des Vorzeige-HO-Kaufhauses Columbushaus und des Restaurantbetriebes Haus Vaterland am Potsdamer Platz in Berlin. Allein in Berlin gab es 46 verletzte Polizisten, davon 14 schwer, sowie Zerstörungen im Gesamtwert von über 500.000 Mark.
Die Polizei war mit dem Ausmaß der Ereignisse überfordert, teilweise liefen Volkspolizisten zu den Demonstranten über. Es kam vor allem in Ost-Berlin auch zu blutigen Zusammenstößen zwischen Demonstrierenden und der Polizei. In Rathenow verprügelten aufgebrachte Aufständische den Stasi-Spitzel Wilhelm Hagedorn, der an den Folgen starb. In Niesky wurden Mitarbeiter der Staatssicherheit in einem Hundezwinger eingesperrt und in Magdeburg zwangen die Demonstranten eine Volkspolizistin, spärlich bekleidet ihren Zug anzuführen.
In den Kreisen Görlitz und Niesky wurde für wenige Stunden das SED-Regime beseitigt. Aufgrund der besonderen demografischen Struktur dieser Kreise eskalierte die Protestbewegung zu einem politischen Aufstand, der zur kurzzeitigen Entmachtung der lokalen Machthaber führte. Görlitz hatte als Grenzstadt einen hohen Anteil Vertriebener zu integrieren. Die Stadt war nach Berlin und Leipzig das am dichtesten besiedelte Gebiet in der DDR und es herrschte eine vor allem unter Jugendlichen, Frauen und Schwerbehinderten hohe Arbeitslosigkeit, die von einer weit über dem DDR-Durchschnitt liegenden Wohnungsnot begleitet wurde. Zusätzlich wurde das Zusammenleben der Görlitzer durch die Teilung ihrer Stadt und die Grenzsicherungsmaßnahmen der DDR gegenüber dem „polnischen Brudervolk“ erschwert. Ebenso akzeptierten die meisten Görlitzer die Oder-Neiße-Grenze gemäß dem Vertrag vom 6. Juli 1950 nicht. Die nicht aus der Stadt stammende politische Führung hatte seit 1952 eine radikale Enteignungswelle in Bewegung gesetzt, die zum drastischen Rückgang der Selbstständigen geführt hatte. Ebenso war seit Oktober 1952 die Anzahl der Republikflüchtigen gestiegen.
Die DDR-Regierung flüchtete unter den Schutz der sowjetischen Behörden in die Gebäude der früheren Festungspionierschule in Berlin-Karlshorst.
Um 14 Uhr wurde eine Erklärung des Ministerpräsidenten Otto Grotewohl im DDR-Rundfunk ausgestrahlt: Darin wurde ausdrücklich noch einmal die Rücknahme der Normenerhöhungen erklärt. Der Aufstand jedoch sei „das Werk von Provokateuren und faschistischen Agenten ausländischer Mächte und ihrer Helfershelfer aus deutschen kapitalistischen Monopolen“. Alle „Arbeiter und ehrlichen Bürger“ forderte er auf, mitzuhelfen, „die Provokateure zu ergreifen und den Staatsorganen zu übergeben“. Diese Darstellung der Ereignisse als ein von außen inszenierter konterrevolutionärer Putschversuch entsprach schon der späteren offiziellen Lesart des 17. Juni in der DDR-Geschichtsschreibung. Allerdings hätte der Aufstand ohne äußere Einflüsse nach Ansicht einiger Historiker tatsächlich so nicht stattfinden können. So resümierte 1996 der ehemalige Mitarbeiter des RIAS, Egon Bahr:

„Gerade weil es keine Organisation gegeben hatte, war unbestreitbar: Der RIAS war, ohne es zu wollen, zum Katalysator des Aufstandes geworden. Ohne den RIAS hätte es den Aufstand so nicht gegeben. Der Haß der SED auf den RIAS war verständlich. Die Verschwörungstheorie, die Anschuldigungen, wir hätten das bewußt herbeigeführt: Quatsch. Der Westen wurde, wie auch später in Ungarn und Polen, selbst überrascht.“

### Filmdokumentation in Halle (Saale)
In Halle (Saale) entstanden am 17. Juni 1953 die einzigen professionellen Filmaufnahmen von den umfangreichen Demonstrationen und weitreichenden Aufständen in der DDR. Die Aufnahmen halfen zu bestätigen, dass der Aufstand fast die gesamte DDR erfasst hatte. In Halle (Saale), „nahm der Aufstand am 17. Juni mit die größten Ausmaße an“. Allein dort demonstrierten 90.000 Menschen. Die Filmaufnahmen belegen, dass Jung und Alt, Arbeiter und Intellektuelle, Frauen und Männer aus allen sozialen Schichten der DDR an dem Aufstand teilnahmen. Der Historiker Hubertus Knabe hebt die Fröhlichkeit der Menschen in Halle (Saale) hervor: „Die meisten Demonstranten erlebten den öffentlichen Protest – wie anderswo auch – als großes Glücksgefühl“. Auf Einzelbildern eines originalen Films, die 50 Jahre im Stasi-Unterlagenarchiv versteckt blieben, sind hunderte von lachenden und feiernden Demonstranten in Halle (Saale) zu erkennen. Darunter befanden sich auch der Sprecher des Streikkomitees Herbert Gohlke, der fast überschwänglich, einen Demonstrationszug auf dem Marktplatz anführend, in die Kamera blickte und winkte.
Diese historischen Filmaufnahmen drehte der DEFA-Kameramann Albert Ammer mit Hilfe seiner Assistentin Jutta-Regina Lau. Die Filmaufnahmen dokumentierten in besonderer Weise die breite soziale und gesellschaftliche Verankerung des Aufstandes. Unter den Demonstranten befanden sich auch zahlreiche Frauen, Jugendliche und Kinder. Die Filmbilder vermitteln eher das Gefühl von Volksfest als von Aufstand. Die von der DDR-Staatssicherheit beschlagnahmten und bis zum Ende der DDR unter Verschluss gehaltenen Filmbilder ergänzen heute die Sicht auf den Aufstand in der gesamten DDR.
Ebenfalls von Ammer gefilmt wurde die einzige gelungene Befreiung von Häftlingen aus einem Gefängnis in der DDR. Demonstranten gelang es am Nachmittag des 17. Juni 1953 in Halle (Saale), 248 Frauen und 3 Männer aus dem Gefängnis an der Kleinen Steinstraße zu befreien. Die Filmaufnahmen zeigen deutlich geschwächte und auch ältere Frauen, die bei ihrer Flucht aus der Haftanstalt von Demonstranten und Angehörigen gestützt werden müssen. Unter den Befreiten befand sich hier die später zum Tode verurteilte und hingerichtete Erna Dorn. Vor dem Gefängnis Roter Ochse filmten Ammer und Lau, wie hunderte von Demonstranten vergeblich versuchten, die Haftanstalt zu stürmen. Bei diesen Unruhen wurden vier oder fünf Demonstranten getötet, darunter der durch DDR-Kräfte erschossene 26-jährige Gerhard Schmidt. Die zeitlich letzten Filmaufnahmen zeigen die auf dem Marktplatz auffahrenden Panzer der Sowjetarmee. Das Ministerium für Staatssicherheit benutzte Ammers Filmaufnahmen, um Demonstranten in Halle (Saale) zu identifizieren und zu verhaften. Der Kameramann Albert Ammer wurde von der Stasi am Morgen des 18. Juni 1953 verhaftet und mehr als drei Jahre in der DDR inhaftiert. Ammer wurde von der DDR-Justiz u. a. der Sabotage beschuldigt und verurteilt. 1991 wurde das DDR-Urteil juristisch aufgehoben und Albert Ammer wurde von der Bundesrepublik Deutschland offiziell rehabilitiert.
Im Jahre 2023 schilderten zwei TV-Dokumentationen die Ereignisse in Halle (Saale) und die Filmarbeit von Albert Ammer (Aufstand der Frauen bei History in der ARD und Kampf um die Freiheit bei Terra X im ZDF).

### Niederschlagung des Aufstands und Kriegsrecht

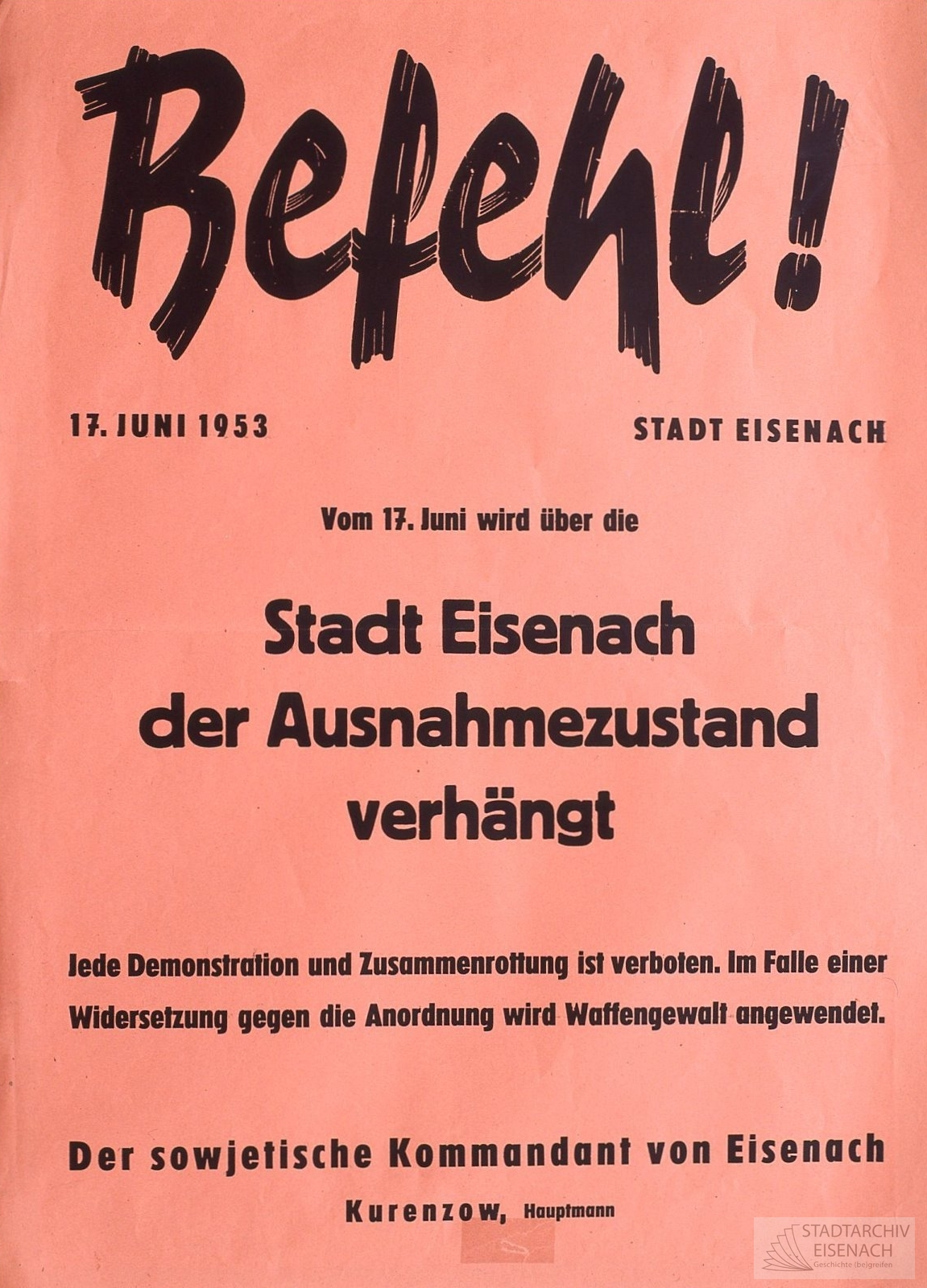
Plakat der Stadtkommandantur Eisenach

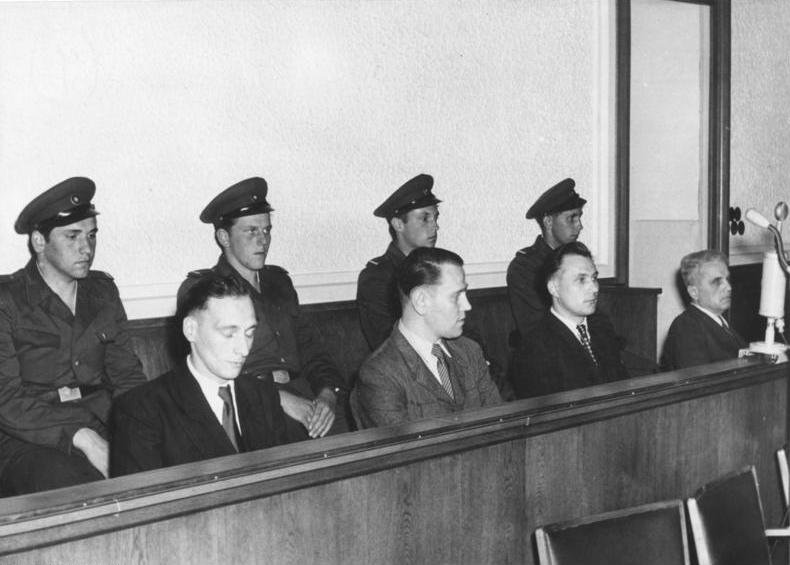
Prozess gegen „vier Agenten westlicher Spionage- und Terrororganisationen“, am 11. Juni 1954, dem zweiten Verhandlungstag vor dem 1. Strafsenat des Obersten Gerichts der DDR

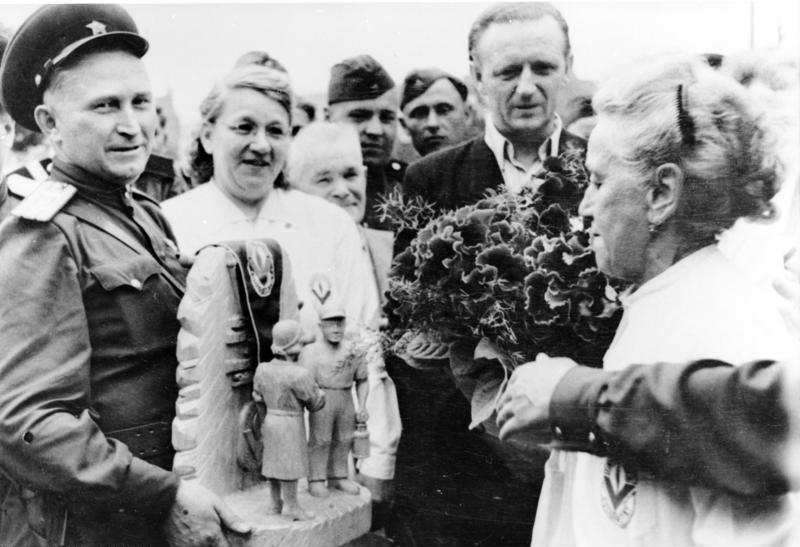
Angehörige der Volkssolidarität überreichen am 1. Juli 1953 sowjetischen Soldaten Geschenke zum Dank für das „Eingreifen am 17. Juni 1953, dem Tag der faschistischen Provokation“

Die sowjetischen Behörden reagierten mit der Verhängung des Ausnahmezustands für 167 der 217 Kreise der DDR. Gegen 13 Uhr wurde durch den Militärkommandanten des Sowjetischen Sektors von Berlin, Generalmajor Pjotr Dibrowa, in Ost-Berlin der Ausnahmezustand („военное положение“) verkündet, der erst am 11. Juli 1953 wieder aufgehoben wurde. Mit dieser Ausrufung des Kriegsrechts übernahm die Sowjetunion offiziell wieder die Regierungsgewalt über die DDR. Die bereits ab 10 Uhr in Berlin, zeitversetzt gegen Mittag oder Nachmittag in den anderen Teilen der DDR einrückenden sowjetischen Truppen demonstrierten vor allem Präsenz, denn mit dem Eintreffen der Panzer verlor der Aufstand schnell an Schwung; zu größeren Angriffen auf das Militär kam es nicht. Insgesamt waren 16 sowjetische Divisionen mit etwa 20.000 Soldaten sowie rund 8.000 Angehörige der Kasernierten Volkspolizei (KVP) im Einsatz.
Obwohl die sowjetischen Behörden die Situation schon am 17. Juni weitgehend unter Kontrolle brachten, kam es auch in den darauf folgenden Tagen noch zu Protesten, vor allem am 18. Juni. In einzelnen Betrieben dauerten sie bis in den Juli hinein. So wurde am 10. und 11. Juli bei Carl Zeiss in Jena und am 16. und 17. Juli im Buna-Werk Schkopau gestreikt. Die Stärke des 17. Juni 1953 wurde aber nicht mehr annähernd erreicht.
In einer ersten Verhaftungswelle verhafteten Polizei, MfS und Sowjetarmee vor allem sogenannte „Provokateure“.

## Opfer

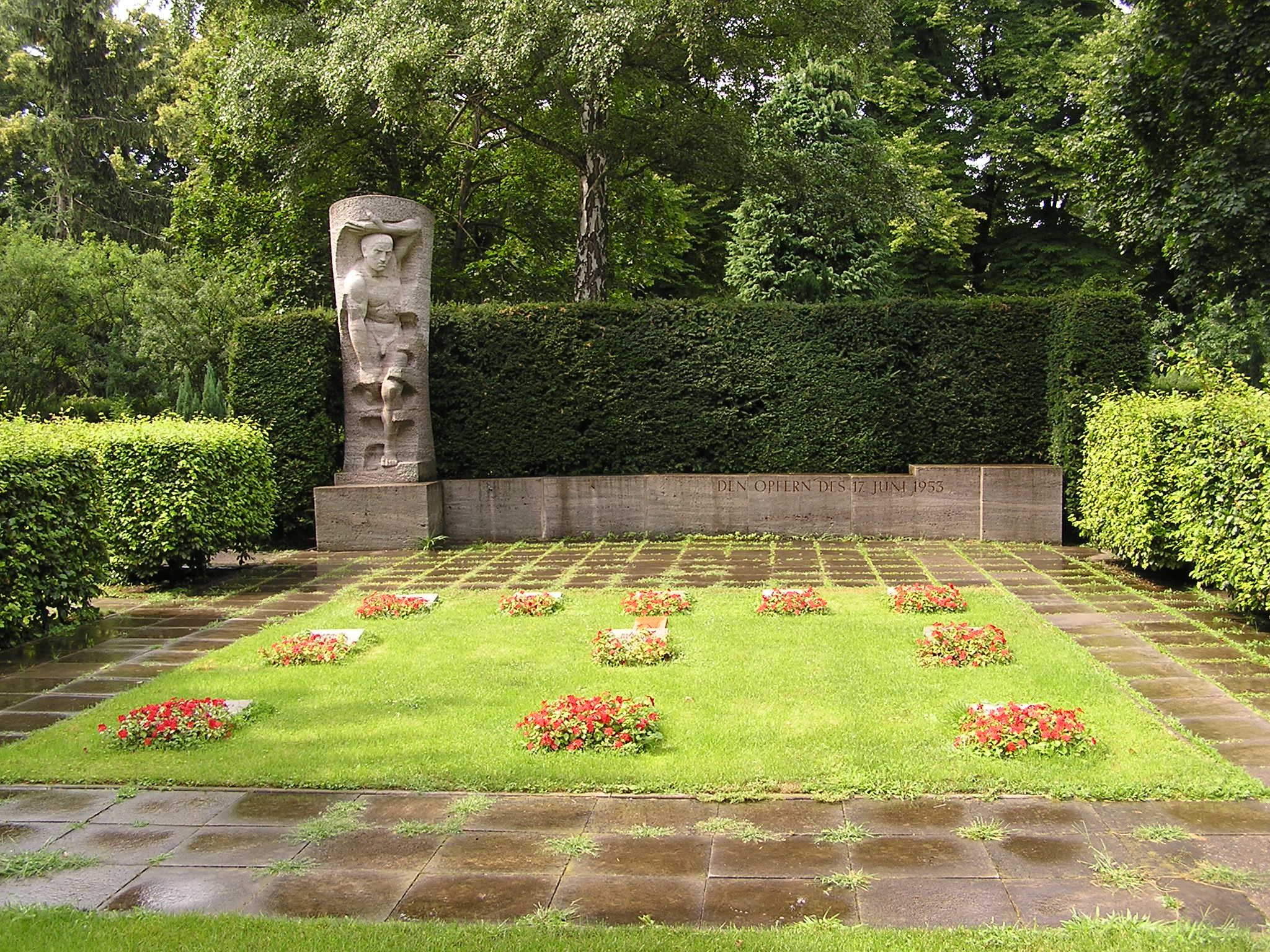
Gemeinschaftsgrab und Gedenkstätte für elf Opfer auf dem Urnenfriedhof Seestraße

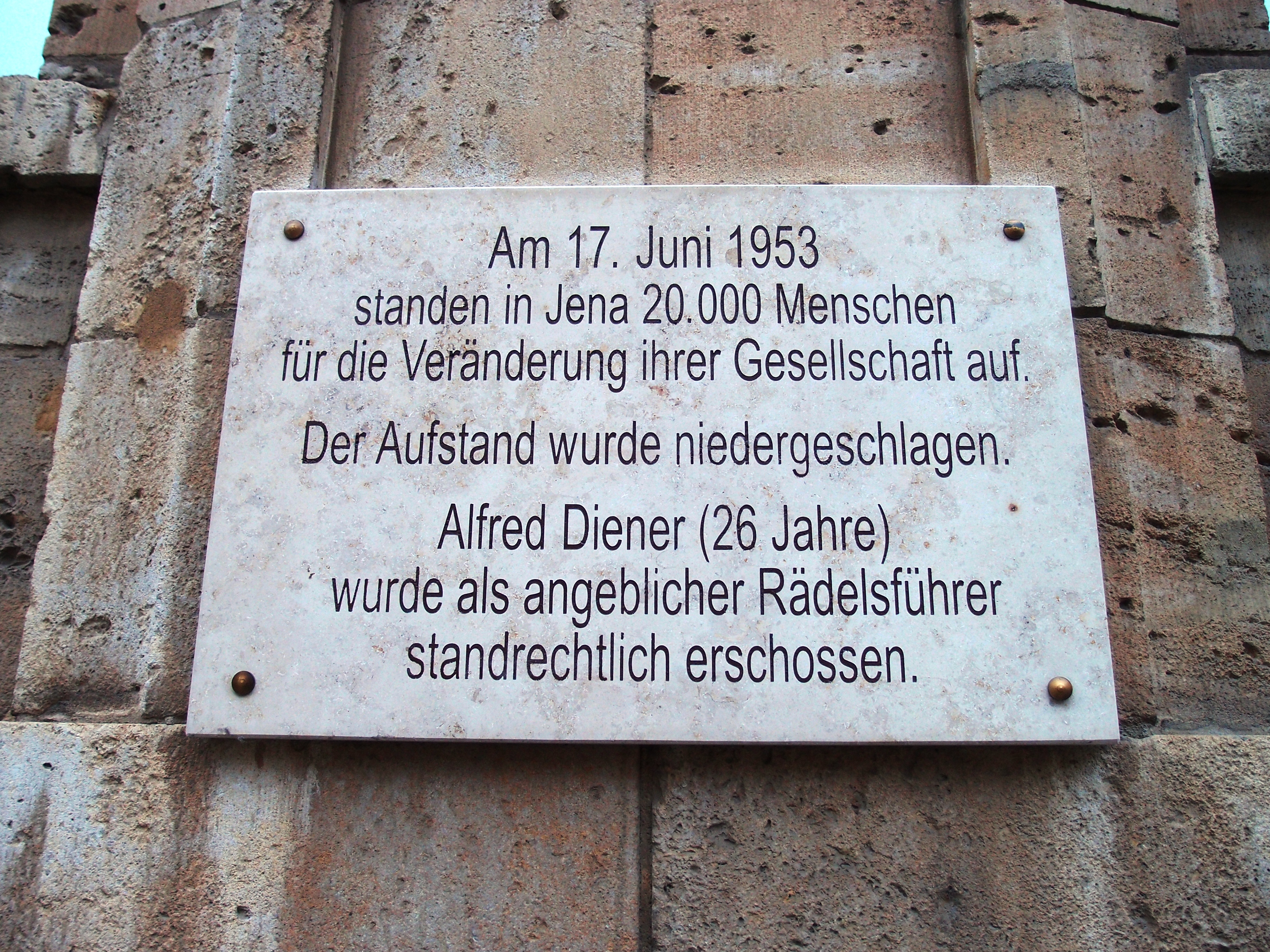
Gedenktafel für Alfred Diener am Holzmarkt in Jena

Nach Ergebnissen des Projekts Die Toten des Volksaufstandes vom 17. Juni 1953 sind 55 Todesopfer, darunter sieben Minderjährige, durch Quellen belegt. Etwa 20 weitere Todesfälle sind ungeklärt.
Am 17. Juni und in den Tagen danach wurden 34 Demonstranten und Zuschauer von Volkspolizisten und sowjetischen Soldaten erschossen oder starben an den Folgen von Schussverletzungen. Nach Todesurteilen von sowjetischen und DDR-Gerichten wurden sieben Menschen hingerichtet. Infolge der Haftbedingungen starben vier Personen, und vier Menschen töteten sich in der Haft. Beim Sturm auf ein Polizeirevier starb ein Demonstrant an Herzversagen. Zudem wurden fünf Angehörige der DDR-Sicherheitsorgane getötet. Bisher war im Westen von 507 und in der DDR von 25 Toten die Rede. Zufallsopfer wie den von einer verirrten Polizeikugel tödlich getroffenen 27-jährigen Doktoranden der Landwirtschaft Gerhard Schmidt aus Halle stilisierte die SED zum „antifaschistischen“ Märtyrer, obwohl dessen Familie ausdrücklich dagegen war.
Die sowjetischen Truppen setzten außerdem vom 17. bis zum 22. Juni 1953 Standgerichte ein, von denen 19 Aufständische zum Tode verurteilt und erschossen wurden, darunter Alfred Diener aus Jena, der West-Berliner Willi Göttling und die beiden Magdeburger Alfred Dartsch und Herbert Stauch. Hunderte wurden zu Zwangsarbeitslagerstrafen in Sibirien verurteilt. Auch etwa 20 Rotarmisten, die sich geweigert haben sollen, auf die Aufständischen zu schießen, sollen hingerichtet worden sein. Anderen Forschungen zufolge sprechen alle Indizien dagegen, dass diese Befehlsverweigerung und die Hinrichtungen stattgefunden haben.
Nach Forschungen auf Basis der Stasi-Unterlagen veröffentlichte die Bundeszentrale für politische Bildung im Jahr 2004 folgende Aufstellung zu den Todesopfern vom 17. Juni 1953. Die Namensliste mit persönlichen Daten zu den Opfern ist online verfügbar und wurde mit einem Buch geehrt.

„Über viele Jahrzehnte waren viele Todesopfer des Volksaufstandes namenlos. Ihre Lebensgeschichten blieben der Öffentlichkeit ebenso verborgen wie die Umstände, unter denen sie ums Leben kamen. Selbst zuverlässige Angaben über die Anzahl der Todesopfer fehlten. Den Rechercheergebnissen einer Forschergruppe unter Leitung von Edda Ahrberg, Hans-Hermann Hertle und Tobias Hollitzer aus dem Jahr 2004 zufolge sind 55 Todesopfer durch Quellen belegt, unter ihnen vier Frauen:
- 34 Demonstranten, Passanten und Zuschauer wurden am 17. Juni und den Tagen danach (bis zum 23. Juni) von Volkspolizisten und sowjetischen Soldaten erschossen bzw. starben an den Folgen der ihnen zugefügten Schussverletzungen
- fünf Männer wurden von Instanzen der sowjetischen Besatzungstruppen in Deutschland zum Tode verurteilt und hingerichtet
- zwei Todesurteile wurden von DDR-Gerichten verhängt und vollstreckt
- vier Personen starben in Folge menschenunwürdiger Haftbedingungen
- vier in Zusammenhang mit dem Juni-Aufstand Festgenommene begingen in der (Untersuchungs-)Haft Selbstmord, wobei zumindest in zwei Fällen Fremdeinwirkung nicht auszuschließen ist
- ein Demonstrant verstarb beim Sturm auf ein Volkspolizei-Revier an Herzversagen
- fünf Angehörige der DDR-Sicherheitsorgane wurden getötet: zwei Volkspolizisten und ein MfS-Mitarbeiter bei der Verteidigung eines Gefängnisses von Unbekannten erschossen, ein Mitarbeiter des Betriebsschutzes von einer wütenden Menge erschlagen und ein weiterer Volkspolizist versehentlich von sowjetischen Soldaten erschossen“

Der Generalstaatsanwalt der DDR, Ernst Melsheimer, legte am 5. März 1954 einen Bericht über „die Aburteilung der Provokateure des Putsches vom 17. Juni 1953“ vor, der für den Zeitraum bis Ende Januar 1954 folgende Urteile über insgesamt 1526 Angeklagte aufschlüsselte:
- 2 Angeklagte wurden zum Tode verurteilt: Erna Dorn, Ernst Jennrich
- 3 Angeklagte erhielten eine lebenslange Zuchthausstrafe: Lothar Markwirth (Bezirksgericht Dresden), Gerhard Römer (Bezirksgericht Magdeburg) und Kurt Unbehauen (Bezirksgericht Gera)
- 13 Angeklagte, darunter die Dresdner Wilhelm Grothaus (1893–1965) und Fritz Saalfrank (1909–199?), wurden zu Zuchthausstrafen von zehn bis fünfzehn Jahren verurteilt
- 99 Angeklagte erhielten Zuchthausstrafen zwischen fünf und zehn Jahren
- 824 Angeklagte bekamen Gefängnisstrafen von einem bis fünf Jahren
- 546 Angeklagte erhielten Gefängnisstrafen bis zu einem Jahr
- 39 Angeklagte wurden freigesprochen

Viele weitere fehlen in dieser Aufstellung des SED-Regimes. Seit dem Jahr 2003 wird davon ausgegangen, dass die DDR-Gerichte insgesamt 15.000 Menschen im Zusammenhang mit dem Juni-Aufstand verurteilten.
Die infolge des 17. Juni Verurteilten wurden in den Haftanstalten mit einem gelben „X“ gekennzeichnet. Aufgrund der schlechten medizinischen Versorgung, der Schikanen des Wachpersonals und des mangelhaften Arbeitsschutzes in den Zuchthäusern erlitten viele „X-er“ schwere gesundheitliche Schäden. Den Ehefrauen der Verurteilten wurde oft zur Scheidung geraten oder mit der Wegnahme ihrer Kinder gedroht.
Die SED nutzte außerdem den Aufstand zur Disziplinierung ihrer eigenen Genossen. So wurden die vor allem aus der früheren SPD stammenden und gemäßigte politische Ansichten vertretende Mitglieder aus der Partei entfernt. Der Justizminister Max Fechner, der nach dem 17. Juni mäßigend auf die Strafjustiz einwirken wollte, wurde am 14. Juli 1953 seiner Funktion enthoben, wegen partei- und staatsfeindlichen Verhaltens aus der Partei ausgeschlossen und unter unmenschlichen Bedingungen inhaftiert. Ebenso wurden Parteifunktionäre und Angehörige der Volkspolizei bestraft, denen die SED-Führung „versöhnlerisches, kapitulantenhaftes und unkämpferisches Verhalten“ vorwarf. Infolge dieser Säuberungen prägten radikale Kommunisten wie Erich Mielke, Hilde Benjamin oder Paul Fröhlich die zukünftige Politik der DDR. Rudolf Herrnstadt, Chefredakteur der Tageszeitung Neues Deutschland, wurde für die Ereignisse am 17. Juni 1953 mitverantwortlich gemacht. Er wurde von seiner Arbeit entlassen und zusammen mit Wilhelm Zaisser aus der SED ausgeschlossen.

## Der 17. Juni und die SED
Für die SED-Führung waren die Ereignisse um den 17. Juni 1953 eine traumatische Erfahrung. Gerade die Hauptadressaten ihrer Politik, die Arbeiterklasse, hatten der SED massiv das Vertrauen entzogen. Vor allem die Angestellten der großen staatlichen und SAG-Betriebe hatten die Arbeit niedergelegt und waren mit ihren politischen Forderungen auf die Straßen gezogen. Keine der Forderungen wurde von der SED für würdig befunden, offen diskutiert zu werden. Bereits unmittelbar nach dem Aufstand begann die SED, die Ursachen bewusst zu vertuschen. So wurde in der Rede Otto Grotewohls auf dem 15. ZK-Plenum (24.–26. Juli 1953) der Aufstand – ohne Beweise dafür vorzulegen – zum vom Westen gelenkten „faschistischen Putschversuch“. Das eigentliche Problem der DDR, die „Funktionsdefizite einer entdifferenzierten Gesellschaft“, war auch durch den am 9. Juni 1953 verkündeten „Neuen Kurs“ nicht gelöst worden. Für die am Streik und den Demonstrationen Beteiligten war nach der Niederschlagung durch sowjetische Panzer deutlich geworden, dass das SED-Regime ein Teil des sowjetischen Imperiums war und nicht zur Disposition stand. In der SED selbst waren wieder „Parteisäuberungen“ an der Tagesordnung.

## DDR-interne Darstellung der Ereignisse

### Darstellung der Ereignisse durch die DDR-Medien
Um von eigenen Versäumnissen abzulenken und einer selbstkritischen Auseinandersetzung mit den Ereignissen auszuweichen, verbreitete das SED-Regime die Verschwörungstheorie, hinter dem Aufstand stehe in Wahrheit „der Westen“. Eine vom Ausschuß für deutsche Einheit 1954 veröffentlichte Broschüre fragte rhetorisch „Wer zog die Drähte?“, auf dem Titelbild war die übergroße Hand eines Marionettenspielers zu sehen. Der DDR-Rundfunk-Journalist Karl-Eduard von Schnitzler stellte dies so dar: „[…] unter Mißbrauch des guten Glaubens eines Teils der Berliner Arbeiter und Angestellten, gegen grobe Fehler bei der Normerhöhung mit Arbeitsniederlegung und Demonstrationen antworten zu müssen, wurde von bezahlten Provokateuren, vom gekauften Abschaum der Westberliner Unterwelt ein Anschlag auf die Freiheit, ein Anschlag auf die Existenz, auf die Arbeitsplätze, auf die Familien unserer Werktätigen versucht.“ Die staatlich gelenkte Presse und der Rundfunk stritten jede Eigenverursachung der Unruhen vom 17. Juni 1953 in Form von Unzufriedenheit der Bevölkerung mit den politischen Verhältnissen, bedrückende Versorgungsmängel sowie erhebliche Normerhöhungen für die Arbeiter vehement ab.

### Darstellung der Ereignisse durch die DDR-Geschichtswissenschaft
Ein im Jahr 1974 unter Leitung des Historikers und inoffiziellen Mitarbeiters der Staatssicherheit Heinz Heitzer an der Akademie der Wissenschaften der DDR herausgegebenes Buch zur Geschichte der DDR bezeichnete den Volksaufstand als einen „konterrevolutionären Putschversuch“: Die in der DDR stationierten sowjetischen Truppen hätten durch ihr „entschlossenes Eingreifen“ die „Absichten des Imperialismus“ durchkreuzt. Der Einsatz sowjetischer Streitkräfte wurde als Aktion im „Geiste des proletarischen Internationalismus“ bezeichnet. Die Mehrheit der „irregeleiteten Werktätigen“ habe sich bald von den Putschisten, deren Verwüstungen und den offen verkündeten konterrevolutionären Zielen der Putschisten abgewandt und zu erkennen begonnen, dass sie gegen ihre eigenen Interessen gehandelt habe.

## Reaktionen
Außer der sowjetischen Besatzungsmacht griffen keine anderen Staaten in den Aufstand ein.

### Bundesrepublik Deutschland

#### Zeitzeugen
Als Ernst Reuter, der Regierende Bürgermeister in West-Berlin, der sich in Wien auf dem Europäischen Städtetag befand, die Amerikaner bat, ihm ein Militärflugzeug für den schleunigsten Rückflug zur Verfügung zu stellen, wurde ihm erwidert, dies sei bedauerlicherweise nicht möglich. Bundeskanzler Konrad Adenauer reiste am 19. Juni nach Berlin, um der Toten zu gedenken.
Anlässlich der unter großer Anteilnahme der West-Berliner Bevölkerung stattfindenden Trauerfeier urteilte der RIAS-Redakteur Hanns-Peter Herz am 19. Juni 1953: „Bonn hat sich wenig gesamtdeutsch verhalten in dieser Frage, die preußischen Kartoffeläcker waren halt nicht so interessant wie die Reben am Rhein.“
Franz Josef Strauß beschrieb das Verhalten der Bundesregierung in seinen Erinnerungen: „In Bonn gab es keine Möglichkeit zu ernsthaftem Handeln. Es gab Erklärungen, Sympathiekundgebungen, Appelle an die Siegermächte – was sollte die Bundesregierung anderes tun? Damals ist einem die ganze deutsche Ohnmacht wieder bewusst geworden.“

#### Gedenken
Am 22. Juni 1953, fünf Tage nach dem Ausbruch des Aufstandes, benannte der Berliner Senat die Berliner Straße und die Charlottenburger Chaussee zwischen dem Brandenburger Tor und dem S-Bahnhof Tiergarten, später dem Ernst-Reuter-Platz, in Straße des 17. Juni um. Durch Gesetz vom 4. August 1953 erklärte der Bundestag den 17. Juni zum „Tag der deutschen Einheit“ und gesetzlichen Feiertag. Der Bundespräsident erklärte ihn am 11. Juni 1963 zusätzlich zum „Nationalen Gedenktag des deutschen Volkes“. Durch den Einigungsvertrag über die deutsche Wiedervereinigung wurde 1990 der 3. Oktober als Tag des Beitritts der Deutschen Demokratischen Republik zur Bundesrepublik Deutschland zum Tag der Deutschen Einheit und gesetzlichen Feiertag bestimmt. Der 17. Juni behielt nur noch seinen Status als Gedenktag. Im Jahr 2016 erklärte Thüringen den 17. Juni per Gesetz zum Gedenktag für die Opfer des SED-Unrechts.
Im Jahr 1964 erhielt die Brücke des 17. Juni in Hamburg ihren Namen.
Am 17. Juni 2023 fand die zentrale Erinnerungsveranstaltung des Landes Brandenburg zu diesem Jahrestag auf dem Gelände der RIVA Stahl GmbH in Hennigsdorf statt.
Die Liste von Denkmalen zur Erinnerung an den Aufstand vom 17. Juni 1953 nennt Denkmäler zur Erinnerung an den Aufstand.

### Vereinigte Staaten
In den Vereinigten Staaten dachte man bezüglich des Aufstandes anfangs an einen Trick der Sowjetunion: Sie wolle, legitimiert durch den Aufstand, zu dessen Niederschlagung bewaffnete Verbände nach Berlin verlegen, um so die ganze Stadt einnehmen zu können. Später hielt man die Demonstrationen eine Zeit lang für von der DDR-Regierung inszenierte Veranstaltungen, die außer Kontrolle geraten seien.
Das amerikanische Psychological Strategy Board für Psychologische Kriegsführung reagierte auf den Aufstand mit einem Lebensmittel-Hilfsprogramm, welches am 1. Juli 1953 beschlossen wurde. Damit sollte der Antagonismus zwischen der SED und dem Volk weiter verschärft sowie Adenauer bei der Bundestagswahl 1953 gestärkt werden. Die sogenannten Eisenhower-Pakete wurden in West-Berlin nach Vorlage eines Ausweises kostenlos an die ostdeutsche Bevölkerung ausgegeben. Bis zum 15. August 1953 holten 865.000 Ostdeutsche, viele von ihnen mit Ausweisen ihrer Bekannten, mehrere Pakete gleichzeitig ab. Bis zum Ende des Programms im Oktober 1953 wurden mehr als 5,5 Millionen Lebensmittelpakete übergeben. Der RIAS spielte eine wichtige Rolle bei der Bekanntmachung des Programmes. Die SED ordnete eine massive Propagandakampagne gegen die „Bettel-“ oder „Amipakete“ an. In der amerikanischen Führung wurde das Programm als großer Erfolg und als Stärkung ihrer Position im Kalten Krieg betrachtet. Wie beabsichtigt wurden die Spannungen der ohnehin explosiven Situation in der DDR dadurch verschärft. Präsident Eisenhower gab dem Psychological Strategy Board Anweisung ähnliche Programme für die anderen Ostblock-Staaten auszuarbeiten.

### Vereinigtes Königreich
Der Premierminister des Vereinigten Königreichs, Winston Churchill, sah den Aufstand kritisch, da er dadurch seine Initiative für eine erneute Vier-Mächte-Konferenz gefährdet sah. Er erklärte der sowjetischen Regierung, dass sie im Recht gewesen sei, als sie den Aufstand niederschlug.

### Sowjetunion
Der Aufstand vom 17. Juni 1953 verschärfte in der Sowjetunion den seit Stalins Tod am 5. März 1953 ausgebrochenen Kampf um dessen Nachfolge. Dabei unterlag die Gruppe um den mächtigen Minister für Innere Angelegenheiten (MWD) Lawrenti Beria (1899–1953), der zwar die sofortige Niederschlagung des Aufstandes anordnete, jedoch im Interesse einer internationalen Entspannung und in der Hoffnung auf bundesdeutsche Wirtschaftskooperation eine Freigabe der DDR favorisierte. Die siegreiche Fraktion um Nikita Chruschtschow befürchtete dagegen die Vorbildwirkung des Aufstands auf andere osteuropäische Staaten (Polen, Tschechoslowakei, Ungarn) oder auf Nationen innerhalb der Sowjetunion (Ukrainische SSR, Baltikum). Als Folge dieser Politik und des vorangegangenen Beitritts der Bundesrepublik zur NATO wurde 1955 der Warschauer Vertrag ratifiziert, der die osteuropäischen Staaten und die DDR militärisch an die Sowjetunion band und die Teilung Europas festigte.

### Jugoslawien
Am 28. Juni 1953 erschien in der jugoslawischen Parteizeitung Borba ein Leitartikel des führenden kommunistischen Theoretikers Edvard Kardelj, in dem der Aufstand vom 17. Juni als „das wichtigste Ereignis nach dem jugoslawischen Widerstand des Jahres 1948“ bezeichnet wurde. Kardelj erkannte in den Streiks und Demonstrationen „den Charakter einer echten revolutionären Massenaktion der Arbeiterklasse gegen ein System, das sich ‚sozialistisch‘ und ‚proletarisch‘ nennt.“ Des Weiteren schrieb er: „Die Triebkraft dieser Ereignisse ist im Grunde nicht das nationale Moment; es ist nicht nur ein Problem der Deutschen gegen eine fremde Besatzung. Nein, es handelt sich hier vor allem um den Klassenprotest des deutschen Arbeiters gegen die staatskapitalistischen Verhältnisse, die ihm von der Besatzung im Namen eines ‚sozialistischen Messianismus‘ als ‚sozialistisch‘ und ‚proletarisch‘ aufgezwungen wurden, die er aber nicht als ‚proletarisch‘ noch als ‚sozialistisch‘ anerkennt. Und gerade darin liegt die historische Bedeutung dieser Ereignisse.“

### Polen
In Warschau war man über die Ereignisse in der DDR sehr beunruhigt. Die polnische Führung betrachtete den Aufstand als politisches Warnsignal. Sie befürchtete, dass vergleichbare gesellschaftliche Proteste auch in Polen stattfinden würden, vor allem, weil die Arbeitsnormen viel drastischer als in der DDR erhöht wurden. Außerdem rechneten sie mit Unruhen bei den in Polen verbliebenen Deutschen, da diese unabhängige Informationen von deutschsprachigen Sendern erhielten. Gleichfalls befürchtete die PVAP, dass die polnische Bevölkerung in Westpolen, d. h. in den ehemaligen deutschen Ostgebieten, infolge der politischen Ereignisse in der DDR beunruhigt reagieren würde. Eine von der PVAP verfasste Analyse vom 23. Juni 1953 beleuchtete: „[…] dass die Fehler, die von der Führung unserer Schwesterpartei gemacht worden sind, jener Provokation zweifelsohne eine Grundlage zur Verfügung stellten“. Konkret wurden als Fehler der SED die übermäßige Erhöhung der Arbeitsnormen, der beschleunigte Kurs beim Aufbau des Sozialismus, die Ignoranz für die Bedürfnisse der Menschen und das Abwenden von der deutschen Wiedervereinigung genannt.

## Ausbau des Überwachungs-, Disziplinierungs- und Unterdrückungsapparates nach dem Aufstand
Um das Regime zu stabilisieren, forcierte die SED nach dem Aufstand den Ausbau des Unterdrückungsapparates, der schließlich fast die gesamte Bevölkerung erfasste. Dazu wurde die Stasi noch enger an die SED angebunden und Massenorganisationen und andere Institutionen mit der Überwachung und Unterdrückung von Systemkritikern beauftragt. Um innere Unruhen effektiver bekämpfen und Objekte besser schützen zu können, gründete die SED in großen Betrieben und Verwaltungen eine paramilitärische Organisation, die sogenannten „Kampfgruppen der Arbeiterklasse“. Zur Früherkennung und Unterdrückung weiterer oppositioneller Unruhen wurden die Polizeikräfte verstärkt und besser ausgerüstet und Bezirks-, Kreis- und Stadteinsatzleitungen gebildet, die eng mit der SED-Spitze, der Kasernierten Volkspolizei, Volkspolizei und Stasi kooperieren sollte. Auf Bezirks-, Kreis- und Betriebsparteileitungsebene wurde der größte Teil der führenden Funktionäre ausgetauscht.

## Protagonisten
- Max Fechner (1892–1973): DDR-Justizminister, wandte sich gegen die Strafverfolgung streikender Arbeiter und wurde zu acht Jahren Zuchthaus verurteilt, 1956 entlassen und begnadigt, später hoch geehrt (Orden, Sonderbriefmarke);
- Hilde Benjamin (1902–1989): löste als neue Justizministerin der DDR Fechner ab und sorgte für harte Urteile;
- Erna Dorn (1911–1953): als angebliche Rädelsführerin enthauptet;
- Max Fettling (1907–1974): Bauarbeiter, Gewerkschaftsfunktionär auf der Krankenhausbaustelle im Friedrichshain. Er unterzeichnete den Brief an die Regierung der DDR vom 15. Juni 1953, den er persönlich Otto Grotewohl übergab und in dem es hieß: „Unsere Belegschaft ist der Meinung, daß die zehnprozentige Normenerhöhung für uns eine große Härte ist. Wir fordern, daß von dieser Normenerhöhung auf unserer Baustelle Abstand genommen wird.“ Er wurde am 18. Juni 1953 als „Streikführer“ verhaftet und zu zehn Jahren Zuchthaus verurteilt. 1957 kam er auf Bewährung frei. Seit 2003 trägt ein Platz in Berlin-Friedrichshain seinen Namen.[82]
- Georg Gaidzik (1921–1953): Volkspolizist, erlitt tödliche Schussverletzung;
- Gerhard Händler (1928–1953): Volkspolizist, erlitt tödliche Schussverletzung;
- Ernst Jennrich (1911–1954): auf Weisung von Hilde Benjamin zum Tode verurteilt und enthauptet;
- Günter Mentzel (1936–2007): Bauarbeiter, 16 Jahre alter Streikführer von Block 40 der Stalinallee;
- Otto Nuschke (1883–1957): Stellvertretender Ministerpräsident der DDR, wurde am 17. Juni 1953 von Demonstranten nach West-Berlin abgedrängt, von wo er zwei Tage später in die DDR zurückkehrte;
- Paul Othma (1905–1969): Elektriker, Sprecher des Streikkomitees in Bitterfeld,[83] wird verurteilt zu zwölf Jahren Zuchthaus, starb an den Folgen der elfeinhalbjährigen Haft;[84]
- Karl-Heinz Pahling (1927–1999): Bauarbeiter, 26 Jahre alter Streikführer, zehn Jahre Zuchthausstrafe, 1960 entlassen;
- Otto Reckstat (1898–1983): Symbolfigur der Arbeitererhebung am 17. Juni 1953 in Nordhausen, acht Jahre Zuchthausstrafe, 1956 auf Bewährung entlassen;
- Walter Scheler (1923–2008): Buchhalter, nahm am Aufstand teil, durch sowjetische Besatzungstruppen verhaftet und einen Tag später in Weimar zu 25 Jahren Lagerhaft verurteilt und 1961 begnadigt;
- Gerhard Schmidt (1926–1953): als zufällig anwesender Passant von der Polizei erschossen und von der SED als ein von den Aufständischen Getöteter instrumentalisiert;
- Fritz Selbmann (1899–1975): DDR-Minister, versuchte am 16. Juni vergeblich, die Arbeiter zur Aufgabe des Streiks zu bewegen;
- Johann Waldbach (1920–1953): Mitarbeiter des Ministeriums für Staatssicherheit der DDR, erlitt einen tödlichen Kopfschuss.

## Künstlerische Rezeption

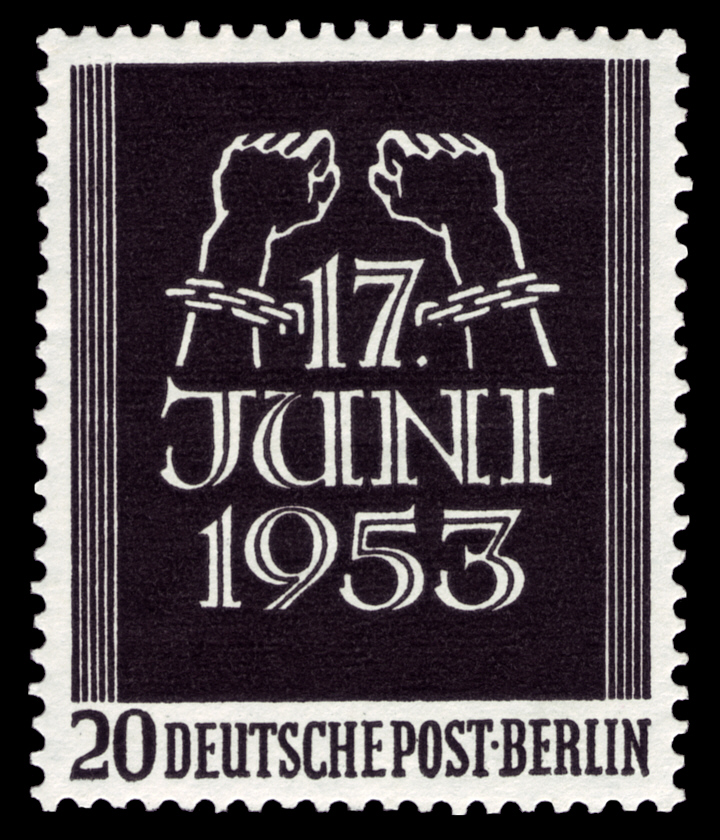
West-Berliner Briefmarke, 1953

- Bertolt Brecht soll am 17. Juni die Sowjetsoldaten mit Hurra-Rufen begrüßt haben.[85] Später schildert er eine subjektive Sicht der Ereignisse des 17. Juni in seinem Gedicht Die Lösung.
- Werner Bräunig verarbeitet den Aufstand in seinem unvollendeten Roman Rummelplatz (1959–1965), der damit endet.
- Brecht und seine problematische Haltung zu den Ereignissen des 17. Juni sind Gegenstand des „deutschen Trauerspiels“ Die Plebejer proben den Aufstand, das Günter Grass 1966 veröffentlichte.
- Stefan Heym schildert seine subjektive Wahrnehmung zu den Ereignissen in Berlin im Roman 5 Tage im Juni. Egon Bahr stellte hierzu fest, Heym habe „die objektiv falsche Position von Ost-Berlin vertreten“.[86] Heyms Buch sei „schrecklich“[86]. Im März 1953 wurde Heym offiziell vom SED-Regime mit dem Heinrich-Mann-Preis geehrt. Heym bezeichnete 1953 während des Aufstandes getötete Volkspolizisten als „ermordet“ und nicht als Teil der Aggression und Niederschlagung.[87]

Ab dem Jahr 2013 widmeten sich mehrere Wanderausstellungen den historischen Ereignissen des 17. Juni 1953:
- 2013: Abgeordnetenhaus Berlin: Ausstellung Die DDR zwischen Repression und Widerspruch[88]
- 2013: Landtag Sachsen: Ausstellung Die DDR zwischen Repression und Widerspruch[89]
- 2022: Städtische Museen Großenhain. Die DDR zwischen Repression und Widerspruch[89]

Die Ereignisse um den 17. Juni 1953 werden in mehreren Filmen aufgearbeitet. Beispiele:
- Wehe den Besiegten – Der 17. Juni 1953, DDR 1990/1991, Dokumentarfilm, Regie: Andrea Ritterbusch
- Helden ohne Ruhm von Artem Demenok und Christof Schmidt, ausgezeichnet mit dem bayerischen Fernsehpreis 2004.[90]
- Ein Tag der Zivilcourage – der 17. Juni 1953 in Halle von Marlies und Andreas Splett, 2003.[91]

2023 entstanden neue TV-Dokumentationen über den 17. Juni 1953
- Kampf um die Freiheit bei Terra X im ZDF, Juni 2023
- Aufstand der Frauen bei History in der ARD, Juni 2023

## Weitere Betrachtungen
Die historische Bewertung des Volksaufstandes am 17. Juni 1953 in der DDR wurde über Jahrzehnte durch das politische Umfeld geprägt. In der ehemaligen DDR „verteufelte man den Volksaufstand von 1953 jahrelang als ‚faschistische Provokation‘“. Erst der Zusammenbruch des Kommunismus und die Auswertung der vom DDR-Regime geheim gehaltenen Stasi-Unterlagen veränderte den Blick auf die Ereignisse.
Erst mit Öffnung der Stasi-Archive wurde eine objektive Neubewertung der Ereignisse um den 17. Juni 1953 möglich. Es dauerte bis zum 50. Jahrestag des Aufstandes 2003, bis objektive Unterlagen, Quellen und Bildmaterial die Sicht auf den 17. Juni 1953 neu prägen konnten. Das Filmmaterial des Kameramanns Albert Ammer aus Halle (Saale) am 17. Juni 1953 hat hier eine exemplarische und besondere Bedeutung. Ammers Aufnahmen lagen geheim und versteckt fast 50 Jahre im Archiv der Staatssicherheit der DDR.
Erst seit circa dem Jahre 2003 wird das wahre Ausmaß der Volkserhebung in der DDR und die breite Beteiligung der Bevölkerung immer klarer. Erst seitdem konnten die Zahlen der Todesopfer und die Anzahl der zu Unrecht Inhaftierten genauer beziffert werden. Im Rahmen der SED-Lügen gegen den 17. Juni 1953 wurde „das Propagandabild des ‚faschistischen Putsches‘“ über Jahrzehnte betont. Die heute zugänglichen Unterlagen zeichnen verlässlich das Bild eines Volksaufstandes in der gesamten DDR. Neben Ost-Berlin wirkten fast eine Million Menschen in fast allen Städten der DDR mit. Darunter die Städte Halle (Saale), Leipzig, Merseburg, Magdeburg, Potsdam, Rostock, Dresden, Erfurt, Zwickau, Chemnitz, Cottbus, Frankfurt (Oder), Gera, Bitterfeld, Görlitz, Jena, Dessau, Eisenach, Gotha, Plauen, Stralsund. Die Arbeit der Historiker zeigt inzwischen, dass zum 17. Juni 1953 eine „Zeit des Verschweigens und Verdrängens“ bis in die Gegenwart reicht.
Die bisherigen Rekonstruktionen des 17. Juni 1953 zeigen, dass sich kein einheitlicher, an allen Orten ähnlich ablaufender Aufstand ereignete. Stattdessen nahmen die spontanen Erhebungen einen äußerst unterschiedlichen regionalen Verlauf. In den industriellen Ballungsgebieten, etwa Leipzig, Halle, Bitterfeld, Magdeburg, Dresden und Görlitz, erreichte der Aufstand einen zum Teil höheren Organisationsgrad als in Ost-Berlin. Während die Berliner Bauarbeiter vor allem soziale und wirtschaftliche Forderungen vorlegten, wie die Rücknahme der Normerhöhungen oder die Senkung der Lebenshaltungskosten, verfasste die zentrale Streikleitung des Kreises Bitterfeld nachfolgendes Programm, das sie per Telegramm an die Regierung sandte:
1. Rücktritt der sogenannten Deutschen Demokratischen Regierung, die sich durch Wahlmanöver an die Macht gebracht hat
2. Bildung einer provisorischen Regierung aus den fortschrittlichen Werktätigen
3. Zulassung sämtlicher großer Parteien Westdeutschlands
4. Freie, geheime, direkte Wahlen in vier Monaten
5. Freilassung sämtlicher politischer Gefangener (direkt politischer, sogenannter Wirtschaftsverbrecher und konfessionell Verfolgter)
6. Sofortige Abschaffung der Zonengrenze und Zurückziehung der Volkspolizei
7. Sofortige Normalisierung des Lebensstandards
8. Sofortige Abschaffung der sogenannten Volksarmee
9. Keine Repressalien gegen einen Streikenden

Bisher kaum erforscht wurden öffentliche Proteste, die sich auf dem Lande, in den Dörfern und in den Gemeinden bildeten. Als Beispiele seien hierzu die Ereignisse in den Dörfern Zodel oder Ludwigsdorf im Görlitzer Umland genannt.
Ebenso wie die Aufständischen handelten auch die lokalen SED-Funktionäre unterschiedlich. So befahl beispielsweise Paul Fröhlich zwischen 13 und 14 Uhr den Leipziger VP- und MfS-Angehörigen den Gebrauch ihrer Schusswaffen, obwohl der Ausnahmezustand erst um 16 Uhr ausgerufen wurde. Infolge dieses Befehls wurden am frühen Nachmittag des 17. Juni der 19-jährige Dieter Teich und die 64-jährige Rentnerin Elisabeth Bröcker erschossen. Dem Trauerzug mit der aufgebahrten Leiche des Neunzehnjährigen, der vom Dimitroffplatz über den Georgiring bis zum Hauptbahnhof verlief, folgten tausende Leipziger. Dagegen versuchten am 16. Juni Funktionäre wie Fritz Selbmann in Ost-Berlin oder am 17. Juni Otto Buchwitz in Dresden die Streikenden zur Wiederaufnahme ihrer Arbeit zu bewegen. Die SED-Bezirksleitung von Karl-Marx-Stadt versprach den Aufständischen, auf ihre sozialen Forderungen einzugehen, sodass in diesem Bezirk der Juni-Aufstand verhaltener als anderswo verlief. Der dienstlich in Halle weilende SED-Funktionär Fred Oelßner konstituierte – vorerst ohne Rückhalt aus Berlin – eine Bezirkseinsatzleitung (bestehend aus den Chefs der bezirklichen SED-, MfS-, VP- und KVP-Institutionen sowie den sowjetischen Streitkräften), mit dem Ziel, den Aufstand schnell und gewaltsam niederzuschlagen. Dagegen erhielt der am 17. Juni aus Berlin in den Bezirk Dresden entsandte Fritz Selbmann offizielle Anweisungen von Walter Ulbricht.
Die verschiedenen Streikleitungen bemühten sich, Sachbeschädigungen und Gewalt gegen Personen zu verhindern, wobei sie meist wenig Einfluss auf die Geschehnisse außerhalb ihrer Betriebe hatten. Sie waren außerdem auf die strikte Einhaltung demokratischer Regeln bedacht und vermieden antisowjetische Losungen, da ihnen bewusst war, dass gegen die Sowjetunion keine gesellschaftliche Veränderung in der DDR erreicht wird. In einigen Städten (z. B. Leipzig, Schkeuditz, Görlitz) bildeten sich während des Aufstandes überbetriebliche Organisationsstrukturen heraus, die die bereits spontan entstandenen Massendemonstrationen koordinierten. In anderen Städten (z. B. Dresden, Halle) entwickelten sich die Massendemonstrationen eigendynamisch und unabhängig von den Streikleitungen. Der Anteil ehemaliger NSDAP-Mitglieder war in den Streikleitungen – im Gegensatz zu der späteren SED-Propaganda – sehr gering. Die meisten Streikaktivisten waren parteilos, wobei sich unter ihnen viele ausgeschlossene SED-Mitglieder, darunter häufig ehemalige Sozialdemokraten, befanden. Führende Akteure in den Streikleitungen waren oft ältere Arbeiter, technische oder kaufmännische Angestellte, die auf ihre Erfahrungen im politischen und gewerkschaftlichen Kampf vor 1933 zurückgreifen konnten.
Allerdings konnten sich herausragende Akteure des Aufstands, wie der Berliner Brigadier Alfred Metzdorf, der Görlitzer Rentner Max Latt, der selbständige Fotograf Lothar Markwirth und der Karosseriebauer Erich Maroske aus Niesky oder die Streikführer des VEB ABUS Dresden Wilhelm Grothaus und Fritz Saalfrank nicht als Führungspersönlichkeiten des gesamten Aufstands profilieren. Der Aufstand des 17. Juni war eine spontane Massenerhebung bzw. eine kollektive Volksbewegung ohne zentrale Führung und ohne einheitliche Strategie. Einige Historiker sehen hierin eine Ursache für das Scheitern des Aufstands.
Die Beteiligung Jugendlicher am Aufstand war sehr hoch. So befanden sich unter den zehn auf den Straßen des Bezirkes Leipzig getöteten Demonstranten bzw. standrechtlich Erschossenen sieben junge Männer im Alter zwischen 15 und 25 Jahren. Weil viele Jugendliche sich an den Zerstörungen von Einrichtungen und Symbolen der SED, des MfS und der FDJ beteiligt hatten, war ihr Anteil an Verhafteten und Verurteilten besonders hoch. Von den vom Bezirksgericht Dresden bis zum 23. Juli 1953 Verurteilten waren 16 % im Alter von 14 bis 18 Jahren, 22 % gehörten der Altersgruppe von 18 bis 20 und 17 % der zwischen 20 und 25 Jahren an. Das heißt, mehr als die Hälfte der Verurteilten waren junge Menschen. Das lag auch daran, dass viele Männer der Jahrgänge vor 1928 oder 1929 im Krieg gefallen waren; einige dieser Jahrgänge waren deutlich dezimiert.
Die Wochenzeitung Die Zeit gedachte am 25. Juni 1953 in einer Traueranzeige acht Berliner Opfern, von denen sechs zwischen 14 und 25 Jahre alt waren.
Der Aufstand des 17. Juni 1953 ließ jeden in der DDR erkennen, dass das SED-Regime nur mit Hilfe sowjetischer Waffen aufrechterhalten wurde. Um einen weiteren Aufstand auszuschließen, baute die Stasi in den kommenden Jahren ein dichtes Netz der Überwachung und Bespitzelung auf. Die „Abstimmung mit den Füßen“ breiter Bevölkerungsschichten unterband Ulbricht schließlich mit dem Bau der Berliner Mauer am 13. August 1961. Die DDR-Sozialpolitik begünstigte in den folgenden Jahren die Arbeiter der Schwer- und Bauindustrie bei Lohnerhöhungen und Prämien. Die Fürsorge für Rentner und Behinderte blieb dagegen weiterhin auf ein Minimum beschränkt. Die vor 1989 bestehende Opposition formierte sich aus allen Bevölkerungsschichten.

### Fachbücher
- Arnulf Baring: Der 17. Juni 1953. Bundesministerium für gesamtdeutsche Fragen, Bonn 1957 (Zugleich Dissertation in englischer Sprache, Columbia University, New York 1957).
- Hans Bentzien: Was geschah am 17. Juni? Dritte überarbeitete und ergänzte Auflage. Edition Ost, Berlin 2013, ISBN 978-3-360-01843-4.
- Stefan Brant (Pseudonym von Klaus Harpprecht), Klaus Bölling: Der Aufstand. Vorgeschichte, Geschichte und Deutung des 17. Juni 1953. Steingrüben, Stuttgart 1954.
- Peter Bruhn: 17. Juni 1953 Bibliographie. 1. Auflage. Berliner Wissenschafts-Verlag, Berlin 2003, ISBN 3-8305-0399-7.
- Bernd Eisenfeld, Ilko-Sascha Kowalczuk, Ehrhart Neubert: Die verdrängte Revolution. Der Platz des 17. Juni in der deutschen Geschichte. Edition Temmen, Bremen 2004, ISBN 3-86108-387-6.
- Roger Engelmann, Ilko-Sascha Kowalczuk (Hrsg.): Volkserhebung gegen den SED-Staat. Eine Bestandsaufnahme zum 17. Juni 1953 (= Der Bundesbeauftragte für die Unterlagen des Staatssicherheitsdienstes der ehemaligen Deutschen Demokratischen Republik. Analysen und Dokumente. 27). Vandenhoeck & Ruprecht, Göttingen 2005, ISBN 3-525-35004-X.
- Roger Engelmann (Hrsg.): Die DDR im Blick der Stasi 1953. Die geheimen Berichte an die SED-Führung. Vandenhoeck & Ruprecht, Göttingen 2013, ISBN 978-3-525-37500-6.
- Karl Wilhelm Fricke, Ilse Spittmann-Rühle (Hrsg.): 17. Juni 1953. Arbeiteraufstand in der DDR. 2. Auflage. Edition Deutschlandfunk Archiv, Köln 1988, ISBN 3-8046-0318-1.
- Torsten Diedrich: Waffen gegen das Volk. Der 17. Juni 1953 in der DDR. Hrsg. vom Militärgeschichtlichen Forschungsamt, Oldenbourg, München 2003, ISBN 3-486-56735-7.
- Torsten Diedrich, Ilko-Sascha Kowalczuk (Hrsg.): Staatsgründung auf Raten?. Auswirkungen des Volksaufstandes 1953 und des Mauerbaus 1961 auf Staat, Militär und Gesellschaft (= Militärgeschichte der DDR. Bd. 11). Im Auftrag des Militärgeschichtlichen Forschungsamtes und der Bundesbeauftragten für die Unterlagen des Staatssicherheitsdienstes der ehemaligen DDR, Links, Berlin 2005, ISBN 3-86153-380-4.
- András B. Hegedüs, Manfred Wilke (Hrsg.): Satelliten nach Stalins Tod. Der „Neue Kurs“ – 17. Juni 1953 in der DDR – Ungarische Revolution 1956. Oldenbourg Akademieverlag, München 2000, ISBN 978-3-05-003541-3.
- Ronny Heidenreich (Hrsg.): Der 17. Juni 1953. Berichte über den Volksaufstand aus Ostberlin und Bonn. Berlin: Bundesarchiv/Stasi-Unterlagen-Archiv 2023 urn:nbn:de:0292-97839465723365
- Haruhiko Hoshino: Macht und Bürger. Der 17. Juni 1953. Lang, Frankfurt am Main 2002, ISBN 3-631-39668-6.
- Hubertus Knabe: 17. Juni 1953. Ein deutscher Aufstand. Ullstein Taschenbuch Verlag, München 2004, ISBN 3-548-36664-3.
- Guido Knopp: Der Aufstand 17. Juni 1953. ISBN 3-455-09389-2.
- Volker Koop: Der 17. Juni. Legende und Wirklichkeit. Siedler, Berlin 2003, ISBN 3-88680-748-7.
- Ilko-Sascha Kowalczuk, Armin Mitter, Stefan Wolle: Der Tag X – 17. Juni 1953. Die „Innere Staatsgründung“ der DDR als Ergebnis der Krise 1952/54 (= Forschungen zur DDR-Geschichte. 3). Ch. Links, Berlin 1995, ISBN 3-86153-083-X.
- Ilko-Sascha Kowalczuk: 17. Juni 1953. Volksaufstand in der DDR. Ursachen – Abläufe – Folgen. Edition Temmen, Bremen 2003, ISBN 3-86108-385-X.
- Ilko-Sascha Kowalczuk: 17. Juni 1953 – Geschichte eines Aufstands. Beck, München 2013, ISBN 978-3-406-64539-6.
- Ulrich Mählert (Hrsg.): Der 17. Juni 1953. Ein Aufstand für Einheit, Recht und Freiheit. Dietz, Bonn 2003, ISBN 3-8012-4133-5.
- Klaus-Dieter Müller, Joachim Scherrieble, Mike Schmeitzner (Hrsg.): Der 17. Juni 1953 im Spiegel sowjetischer Geheimdienstdokumente. 33 geheime MWD-Berichte über das Geschehen in der DDR (= Zeitfenster. Bd. 4). Leipziger Universitätsverlag, Leipzig 2008, ISBN 978-3-86583-272-6.
- Jörg Roesler: „Akkord ist Mord, Normenerhöhung ist das Gleiche“. Eine Tradition des ökonomischen Kampfes der deutschen Arbeiterklasse und der 17. Juni 1953. Jahrbuch für Forschungen zur Geschichte der Arbeiterbewegung, Heft II/2004.
- Heidi Roth: Der 17. Juni 1953 in Sachsen. Hrsg.: Hannah-Arendt-Institut für Totalitarismusforschung e. V. an der Technischen Universität Dresden. Sonderausgabe für die Sächsische Landeszentrale für politische Bildung.
- Edgar Wolfrum: Geschichtspolitik und deutsche Frage. Der 17. Juni im nationalen Gedächtnis der Bundesrepublik (1953–1989). In: Geschichte und Gesellschaft. Band 24, 1998, S. 382–411.
- Andreas H. Apelt, Jürgen Engert (Hrsg.): Das historische Gedächtnis und der 17. Juni 1953. Mitteldeutscher Verlag, Halle (Saale) 2014, ISBN 978-3-95462-225-2.

### Belletristik
- Alexander K. Ammer: Alberts Bilder bleiben 1916–1959. Amazon, 2023, ISBN 979-8-39048188-2.
- Stephan Hermlin: Die Kommandeuse. In: Neue Deutsche Literatur. Band 2, Nr. 10, 1954, S. 19–28.
- Stefan Heym: 5 Tage im Juni. Bertelsmann, Gütersloh 1974, ISBN 3-570-02974-3.
- Erich Loest: Sommergewitter. Steidl, Göttingen 2005, ISBN 978-3-86521-177-4.
- Titus Müller: Der Tag X. Blessing, München 2017, ISBN 978-3-89667-504-0.

### Jugendbuch
- Petra Milz: Die kurze Freiheit. Berlin 1953. Hase und Igel, München 2016, ISBN 978-3-86760-196-2.